# Arvid Bergdahl
Emil Arvid Bergdahl, född 26 juli 1848 i Pajala socken, Norrbottens län, död 3 oktober 1917 i Piteå stadsförsamling, var en svensk borgmästare. 
Bergdahl blev student vid Uppsala universitet 1871, avlade hovrättsexamen 1878 och blev vice häradshövding 1880. Han blev vice auditör i Västerbottens fältjägarkår 1884 och borgmästare i Piteå stad 1885. Han var ledamot i direktionen för Piteå hospital och asyl från 1903.